# جوني ياب
جوني ياب (بالإنجليزية: Johnny Jaap)‏ (12 أغسطس 1895 في المملكة المتحدة - 1 مايو 1974 في الولايات المتحدة) هو لاعب كرة قدم أمريكي في مركز الهجوم. لعب مع هارت أوف ميدلوثيان وNewark Americans ‏ وJeannette Athletic Association F.C. ‏ وبثلهام ستييل وPhiladelphia Field Club ‏ وArden F.C. ‏ وBethlehem Steel F.C. (1907–1930) ‏ وVestaburg SC ‏.